# Dirk Uffelmann
Dirk Uffelmann (* 20. Oktober 1969 in Kassel) ist ein deutscher Literaturwissenschaftler und Slawist.

## Leben
Dirk Uffelmann ist der Sohn des Historikers Uwe Uffelmann. Er wuchs in Dilsberg auf. Nach seinem Abitur in Neckargemünd als Jahrgangsbester in ganz Baden-Württemberg studierte er an den Universitäten Tübingen, Wien, Warschau und Konstanz Slawistik und Germanistik und legte 1997 in Konstanz das Magisterexamen ab. Von 1997 bis 1999 war er wissenschaftlicher Mitarbeiter an der Universität Bremen, 1999 wurde er in Konstanz mit einer Arbeit über Die russische Kulturosophie. Logik und Axiologie der Argumentation promoviert. Von 1999 bis 2002 war er Assistent am Lehrstuhl für Religionswissenschaft (Orthodoxes Christentum) der Universität Erfurt, von 2002 bis 2005 Assistent an der Universität Bremen, wo er sich 2005 mit einer Arbeit über Der erniedrigte Christus. Metaphern und Metonymien in der russischen Kultur und Literatur habilitierte. 2005/06 war er Akademischer Rat und wissenschaftlicher Geschäftsführer des Seminars für Ost- und Mitteleuropäische Studien an der Universität Bremen.
Von Oktober 2005 bis Februar 2006 vertrat Uffelmann die vakante W2-Professur für Ost-Mitteleuropa-Studien an der Universität Passau, auf die er im Oktober 2006 berufen wurde. Nachdem er 2008 einen Ruf auf die W3-Professur für Slavistik, insbesondere Literaturwissenschaft an der Ruhr-Universität Bochum abgelehnt hatte, wurde er 2009 zum W3-Professor für Slavische Literaturen und Kulturen an der Universität Passau ernannt. 2019 nahm er einen Ruf auf den Lehrstuhl für Slavische Literaturwissenschaft (Ost- und Westslavistik) an die Justus-Liebig-Universität Gießen an.
Uffelmann ist seit Juli 2009 Mitherausgeber der Zeitschrift für slavische Philologie. Von 2020 bis 2022 war er Vorsitzender des Verbands der deutschen Slavistik. 2025 wurde er zum Mitglied der Akademie der Wissenschaften und der Literatur gewählt.

## Publikationen
- Die russische Kulturosophie. Logik und Axiologie der Argumentation. (= Slavische Literaturen 18) Peter Lang, Frankfurt am Main 1999, 465 S.
- Der erniedrigte Christus – Metaphern und Metonymien in der russischen Kultur und Literatur. (= Bausteine zur Slavischen Philologie und Kulturgeschichte. Reihe A: Slavistische Forschungen 62) Böhlau-Verlag, Köln 2010, XI + 1046 S.
- Vladimir Sorokin’s Discourses: A Companion. Academic Studies Press, Boston (MA) 2020, 225 S.
- Polska literatura postkolonialna. Od sarmatyzmu do migracji poakcesyjnej. (= Polonica leguntur 23). Universitas, Kraków 2020, 763 + 4 S.

→ Gesamtverzeichnis aller Publikationen.